# Herz des Himmels, Herz der Erde
Herz des Himmels, Herz der Erde ist ein Kino-Dokumentarfilm von Frauke Sandig und Eric Black aus dem Jahr 2011.

## Handlung
Der Film folgt sechs jungen Maya in Mexiko und Guatemala in ihrem Alltag, ihren Zeremonien und ihrem Widerstand gegen die Zerstörung ihrer Kultur und Umwelt. Die Weltsicht der Maya, in der die Natur und alles Sein heilig und miteinander verbunden sind, wird der kurzsichtigen und gedankenlosen Ausbeutung und Zerstörung der Erde entgegengesetzt.

## Rezeption
Herz des Himmels, Herz der Erde hatte nach der Deutschland-Premiere bei Dok-Leipzig seine internationale Premiere beim International Documentary Festival Amsterdam, wurde auf über hundert internationalen Filmfestivals gezeigt und unter anderem mit dem ersten Preis beim Planet in Focus Festival in Toronto und dem Publikumspreis beim Deutschen Naturfilmpreis ausgezeichnet. Der Film hatte eine Kinoauswertung in Deutschland und Japan und war 2012 Eröffnungsfilm des Menschenrechtsfilmfestivals im Nationaltheater von Guatemala.

## Kritik
Ästhetisch und inhaltlich wird der Film in Deutschland überwiegend positiv besprochen. Dabei wird vor allem die universelle Bedeutung des Kampfes indigener Völker für ihre Rechte hervorgehoben. So schreibt Thomas Assheuer in der Zeit: „Gut möglich, dass es der großen Industrie gelingt, der Natur den Rest zu geben und auf ihren abgebrannten Äckern genmanipulierten Mais anzupflanzen; gut möglich, dass man die indigene Bevölkerung einschüchtert oder vertreibt. Andererseits wächst der Widerstand, und viele junge Maya lesen ihren Kalender nun ganz anders. Die Welt, sagen sie, wird nicht untergehen, sie wird einen neuen Anfang machen, aber dafür muss man kämpfen, hier und heute. Wenn man für diese zähe Renitenz einen eindrucksvollen Beweis sucht – Herz des Himmels, Herz der Erde ist einer.“ Peter von Becker schließt sich im Tagesspiegel an: „Und nicht von den alten Göttern der Mayas, nicht vom Himmel droht jetzt das Unheil. Ein junger Maya sagt: „Unsere Erde, das Klima, das Leben wird von den Menschen selbst zerstört.“ Ein stiller, großer, verstörender Film.“ Peter Gutting in Kino-Zeit lobt vor allem die Bildsprache: „Dieses andere Verhältnis zur Natur beschreibt man mit Bildern besser als mit Worten. Genau das tut Herz des Himmels, Herz der Erde. Etwa mit Wolken, die von innen leuchten, Flüssen, die ihre Kraft spüren lassen, oder Bergen, die uns eine innere Ruhe schenken. Eric Black, der auch für die Kamera verantwortlich zeichnet, kreiert Einstellungen, die wie beseelt sind von der Faszination einer bislang unbekannten, gerade erst entdeckten Welt.“

## Auszeichnungen
2012
- Planet in Focus, Toronto, Erster Preis (Best International Feature)[6]
- Deutscher Naturfilmpreis, Publikumspreis[7]
- Erster Preis (Premio Pukañawi) Internationales Menschenrechtsfilmfestival Bolivien[8]
- Special Jury Mention, DocsDF, Mexiko-Stadt[9]
- Special Jury Mention, International Film Festival and Forum on Human Rights in Genf[10]
- Special Jury Mention, Internat. Menschenrechtsfestival Buenos Aires[11]

2013
- Best Documentary, Best Cinematography und 2nd Teueikan Prize beim First Peoples Festival Montreal in Kopräsentation mit RIDM[12]
- Silver Chris Award, Columbus International Film Festival[13]
- Beste Regie, Baikal Film Festival People and Environment
- Special Mention beim Rassegna International Archeological Film Festival[14]